# Plebs (średniowiecze i nowożytność)

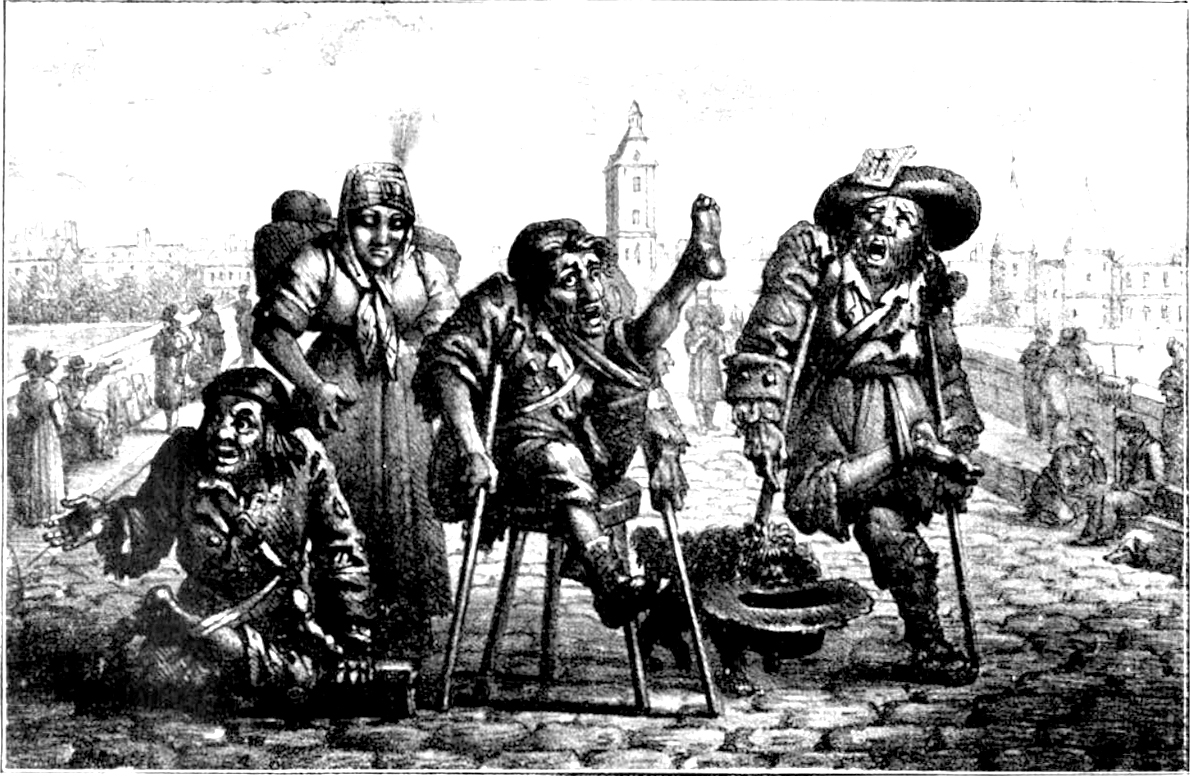
Plebs, żebracy na moście Wymiany w Paryżu

Plebs – w średniowieczu i czasach nowożytnych najniższa warstwa ludności miejskiej (najbiedniejsi), pozbawiona obywatelstwa miejskiego, złożona między innymi z robotników najemnych, służby, „marginesu społecznego” (żebracy, przestępcy, prostytutki), a także czeladników i terminatorów.
Plebejuszami nazywano mieszkańców miast, którzy nie należeli ani do patrycjatu (warstwy najwyższej), ani do pospólstwa (warstwy pośredniej). Jako pozbawieni praw obywatelskich nie mieli oni praw politycznych i możliwości udziału we władzy.